# كيت جونسون (مجدفة)
كيت جونسون (بالإنجليزية: Kate Johnson)‏ هي مجدفة أمريكية، ولدت في 18 ديسمبر 1978 في دنفر في الولايات المتحدة.

## وصلات خارجية
- كيت جونسون على موقع الاتحاد الدولي للتجديف (الإنجليزية)
- كيت جونسون على موقع اللجنة الأولمبية الدولية (الإنجليزية)
- كيت جونسون على موقع أوليمبيديا (الإنجليزية)